# 叶恒强
叶恒强（1940年7月8日—），中国材料科学家。

## 生平
原籍广东番禺，生于香港。1964年毕业于北京钢铁学院物理化学系。1967年中国科学院金属研究所研究生毕业。中国科学院金属研究所研究员。1991年当选为中国科学院院士（学部委员）。